# Circuito Brasileiro de Voleibol de Praia Masculino de 2006
O Circuito Brasileiro de Voleibol de Praia Masculino de 2006, também chamado de Circuito Banco do Brasil de Vôlei de Praia, foi a décima sexta edição da principal competição nacional de Vôlei de Praia na variante masculina, realizado de 1 de fevereiro a 26 de novembro, dividido em doze etapas, sediados em doze Estados diferentes. A edição foi vencida pela dupla Emanuel Rego e Ricardo Alex Santos que alcançaram o tricampeonato juntos.

## Resultados
| Evento                                                            | Ouro                                | Prata                               | Bronze                                | Quarto lugar                               |
| 1ª Etapa Joinville, Santa Catarina 1 a 5 de fevereiro             | /Franco Neto Pedro Cunha            | Lula Barbosa Adriano Garrido        | /Nalbert Bitencourt Luizão Correa     | / Georg Antal Filho Fábio Guerra           |
| 2ª Etapa Curitiba, Paraná8 a 12 de março                          | /Alex Sandro Acco Hevaldo Moreira   | /Nalbert Bitencourt Luizão Correa   | /Fábio Luiz Magalhães Márcio Araújo   | /Franco Neto Pedro Cunha                   |
| 3ª Etapa Guarulhos, São Paulo 15 a 19 de março                    | /Emanuel Rego Ricardo Alex Santos   | /Fábio Luiz Magalhães Márcio Araújo | /Benjamin Insfran Harley Marques      | / Pedro Grael Brazão Dagoberto”Juca”       |
| 4ª Etapa Porto Alegre, Rio Grande do Sul 30 de março a 2 de abril | /Alex Sandro Acco Hevaldo Moreira   | /Fábio Luiz Magalhães Márcio Araújo | /Benjamin Insfran Harley Marques      | Lula Barbosa Adriano Garrido               |
| 5ª Etapa Campo Grande, Mato Grosso do Sul 19 a 23 de abril        | /Emanuel Rego Ricardo Alex Santos   | / Guto Dulinski Bruno de Paula      | /Roberto Lopes da Costa Pedro Solberg | Mauro Nogueira Toninho Urbanski            |
| 6ª Etapa Várzea Grande, Mato Grosso 3 a 7 de maio                 | /Emanuel Rego Ricardo Alex Santos   | /Fábio Luiz Magalhães Márcio Araújo | /Benjamin Insfran Harley Marques      | Jan Ferreira Rogério “Pará”                |
| 7ª Etapa Maceió, Alagoas 16 a 20 de agosto                        | /Fábio Luiz Magalhães Márcio Araújo | /Emanuel Rego Ricardo Alex Santos   | /Nalbert Bitencourt Luizão Correa     | /Alex Sandro Acco Pedro Solberg            |
| 8ª Etapa Salvador, Bahia 23 a 27 de agosto                        | /Emanuel Rego Ricardo Alex Santos   | /Fábio Luiz Magalhães Márcio Araújo | /Franco Neto Pedro Cunha              | Rodrigo Saunders Hevaldo Moreira           |
| 9ª Etapa Fortaleza, Ceará 6 a 10 de setembro                      | /Emanuel Rego Ricardo Alex Santos   | /Franco Neto Pedro Cunha            | Rodrigo Saunders Hevaldo Moreira      | /Alison Cerutti Harley Marques             |
| 10ª Etapa Recife, Pernambuco 11 a 15 de outubro                   | /Emanuel Rego Ricardo Alex Santos   | /Alison Cerutti Harley Marques      | /Franco Neto Pedro Cunha              | /Nalbert Bitencourt Luizão Correa          |
| 11ª Etapa João Pessoa, Paraíba 8 a 12 de novembro                 | /Franco Neto Pedro Cunha            | /Nalbert Bitencourt Luizão Correa   | /Bruno de Paula Bruno Oscar Schmidt   | / Celso Wagner Brunholi Fabiano Silva Melo |
| 12ª Etapa Brasília, Distrito Federal 22 a 26 de novembro          | /Fábio Luiz Magalhães Márcio Araújo | /Emanuel Rego Ricardo Alex Santos   | /Franco Neto Pedro Cunha              | Rodrigo Saunders Hevaldo Moreira           |

## Classificação final
| Posição        | Equipe                               | Pontos |
| -------------- | ------------------------------------ | ------ |
| Campeão        | / Emanuel Rego Ricardo Alex Santos   | 3 760  |
| Vice-campeão   | / Fábio Luiz Magalhães Márcio Araújo | 3 480  |
| Terceiro lugar | / Franco Neto Pedro Cunha            | 3 220  |
| 4              | Rodrigo Saunders Hevaldo Moreira     | 2 920  |
| 4              | / Nalbert Bitencourt Luizão Correa   | 2 920  |
| 6              | / Alex Sandro Acco Pedro Solberg     | 2 540  |

| Circuito Brasileiro de Voleibol de Praia de 2006        |
| /                                                       |
| ------------------------------------------------------- |
| Emanuel Rego & Ricardo Alex Santos Campeões (3º título) |

## Prêmios individuais
Os melhores atletas da temporada foram:
| MVP (Most Valuable Player) | Ricardo Alex Santos  | Bahia          |
| Melhor atacante            | Emanuel Rego         | Paraná         |
| Melhor saque               | Hevaldo Moreira      | Ceará          |
| Melhor defesa              | Pedro Cunha          | Rio de Janeiro |
| Melhor bloqueio            | Fábio Luiz Magalhães | Espírito Santo |
| Melhor levantador          | Adriano Garrido      | Pernambuco     |
| Melhor recepção            | Nalbert Bitencourt   | Rio de Janeiro |
| Revelação                  | Alison Cerutti       | Espírito Santo |
| Melhor técnico             | Abel Martins         | Rio de Janeiro |